# 卡拉·博登多夫
卡拉·博登多夫（德語：Carla Bodendorf，1953年8月13日—），旧姓里蒂希（Rietig），德国女子田径运动员，主攻短跑。她曾代表东德参加1976年夏季奥林匹克运动会田径比赛，获得女子4×100米接力金牌。